# 布里茨
布里茨（德語：Britz，德語：[bʁɪt͡s] ⓘ）是德国柏林新克尔恩区的一个下属区。